# Brisbane Ranges nationalpark
Brisbane Ranges nationalpark är en nationalpark i Australien.   Den ligger i delstaten Victoria, i den sydöstra delen av landet, 500 km sydväst om huvudstaden Canberra. Brisbane Ranges nationalpark ligger 244 meter över havet.
Terrängen i Brisbane Ranges nationalpark är platt norrut, men söderut är den kuperad. Runt Brisbane Ranges nationalpark är det mycket glesbefolkat, med 7 invånare per kvadratkilometer.. Närmaste större samhälle är Meredith, 17,4 km väster om Brisbane Ranges nationalpark. 
Trakten runt Brisbane Ranges nationalpark består till största delen av jordbruksmark.